# Alberto Gallardo
Félix Alberto Gallardo Mendoza, mais conhecido como Gallardo, (28 de novembro de 1940 – 19 de janeiro de 2001) foi um futebolista peruano. Ele competiu na Copa do Mundo de 1970, sediada no México, na qual a seleção de seu país terminou na sétima colocação dentre os 16 participantes.
Gallardo fez parte da primeira "Academia" da Sociedade Esportiva Palmeiras. Conquistou diversos títulos e atuou pela equipe alviverde em 46 partidas com 24 vitórias, 12 empates, 10 derrotas e 22 gols marcados.

## Títulos
Palmeiras
- Campeonato Brasileiro: 1967 (Robertão) e 1967 (Taça Brasil)
- Campeonato Paulista: 1966

Sporting Cristal
- Campeonato Peruano: 1961, 1968, 1970 e 1972
- Campeonato Metropolitano: 1972

## Individual
- Goleador do Campeonato Peruano: 1961 e 1962